# Greenville 200 1971
Greenville 200 1971 var ett stockcarlopp ingående i Nascar Winston Cup Series (nuvarande Nascar Cup Series) som kördes 10 april 1971 på den 0,5 mile (804,672 meter) långa ovalbanan Greenville-Pickens Speedway i Easley, precis väster om Greenville i South Carolina. Totalt avverkades 100 miles (160,934 km) fördelat på 200 varv. Banunderlaget var asfalt. Loppet vanns av Bobby Isaac i en Dodge på tiden 1:16.46 körande för K&K Insurance Racing. Isaacs snitthastighet var 78,159 mph. Han var vid målgång ensam förare på ledarvarvet, två varv före tvåan David Pearson. Prispotten uppgick till 18 690 dollar, varav 1 430 dollar gick till segraren.

## Resultat
| Plc     | Nr | Förare            | Team/ bilägare            | Konstruktör | Start | Varv | Ledda varv |
| ------- | -- | ----------------- | ------------------------- | ----------- | ----- | ---- | ---------- |
| 1       | 71 | Bobby Isaac       | K&K Insurance Racing      | Dodge       | 2     | 200  | 181        |
| 2       | 17 | David Pearson     | Holman Moody              | Ford        | 1     | 198  | 19         |
| 3       | 22 | Dick Brooks       | Mario Rossi               | Dodge       | 9     | 198  | 0          |
| 4       | 2  | Dave Marcis       | Marcis Auto Racing        | Dodge       | 12    | 198  | 0          |
| 5       | 72 | Benny Parsons     | DeWitt Racing             | Ford        | 3     | 198  | 0          |
| 6       | 48 | James Hylton      | Hylton Engineering        | Ford        | 14    | 196  | 0          |
| 7       | 43 | Richard Petty     | Petty Enterprises         | Plymouth    | 4     | 196  | 0          |
| 8       | 39 | Friday Hassler    | Friday Hassler            | Chevrolet   | 21    | 195  | 0          |
| 9       | 06 | Neil Castles      | Neil Castles              | Dodge       | 8     | 195  | 0          |
| 10      | 20 | Elmo Langley      | Negre Racing              | Mercury     | 24    | 193  | 0          |
| 11      | 30 | Walter Ballard    | Ballard                   | Ford        | 13    | 191  | 0          |
| 12      | 24 | Cecil Gordon      | Gordon Racing             | Mercury     | 7     | 190  | 0          |
| 13      | 10 | Bill Champion     | Champion Racing           | Ford        | 22    | 184  | 0          |
| 14      | 25 | Jabe Thomas       | Robertson Racing          | Plymouth    | 19    | 182  | 0          |
| 15      | 76 | Ben Arnold        | Arnold Racing             | Ford        | 25    | 178  | 0          |
| 16      | 68 | Larry Baumel      | Allan Schlauer            | Ford        | 26    | 177  | 0          |
| 17      | 49 | Ed Negre          | GC Spencer Racing         | Plymouth    | 23    | 103  | 0          |
| 18      | 38 | Charlie Glotzbach | John McCarthy             | Dodge       | 15    | 85   | 0          |
| 19      | 45 | Bill Seifert      | Seifert Racing            | Ford        | 18    | 60   | 0          |
| 20      | 12 | Bobby Allison     | Bobby Allison Motorsports | Dodge       | 5     | 56   | 0          |
| 21      | 34 | Wendell Scott     | Scott Racing              | Ford        | 20    | 56   | 0          |
| 22      | 46 | Roy Mayne         | Tom Hunter                | Chevrolet   | 16    | 26   | 0          |
| 23      | 88 | Frank Warren      | Lubinski Racing           | Dodge       | 17    | 25   | 0          |
| 24      | 90 | Bill Dennis       | Donlavey Racing           | Mercury     | 6     | 11   | 0          |
| 25      | 32 | Marv Acton        | i.u.                      | Plymouth    | 10    | 7    | 0          |
| 26      | 47 | Raymond Williams  | Seifert Racing            | Ford        | 11    | 4    | 0          |
| Källor: |    |                   |                           |             |       |      |            |